# Jean Raoux
Jean Raoux (Montpellier, 10 de junio de 1677-París, 10 de febrero de 1734), fue un pintor francés.

## Biografía
Nativo de Montpellier, Jean Raoux se formó con Antoine Ranc. Si bien su carrera fue entonces esencialmente italiana y parisina, sus primeras obras fueron pintadas en Languedoc para establecimientos religiosos.
Raoux ganó el Premio de Roma en1704 por su pintura David mata a Goliat con una honda y se marchó como pensionado del rey de Roma durante tres años. Viajó por Italia y realizó, en particular, frescos religiosos para la cúpula de Padua. También trabajó en Venecia, donde decoró el Palacio Justiniano ubicado en el Gran Canal. Durante su viaje, Raoux conoció al que se convirtió en su protector, Philippe de Vendôme, Gran Prior de la Orden de Malta. De vuelta en París en 1711, este último alojó al artista y le envió numerosos encargos. Aunque habiendo sido recibido, en 1717, en la Real Academia como pintor de historia, el título más honorífico de un cuadro titulado La fábula de Pigmalión como pieza de recepción, el artista demuestra ser un gran retratista y pintor de escenas de género.
De 1714 a su muerte, fue junto a Antoine Watteau uno de los pintores más destacados de París, y contribuyó a renovar la pintura francesa durante el período de la Regencia, por lo demás fértil en cambios culturales, políticos y sociales.
Raoux une su conocimiento del arte nórdico, más particularmente del arte holandés, con sus experiencias francesas y venecianas para crear una síntesis artística innovadora. Voltaire, a quien conoció entonces, le tenía la mayor admiración y lo describía como «pintor desigual; pero, cuando lo consiguió, igualó al Rembrandt», que es sin embargo revelador de la amplitud de su cultura pictórica.
Domina la pintura con un desvanecimiento cromático inspirado en la lección veneciana. Sus obras encuentran una dimensión íntima y elegante, que se refleja particularmente en sus retratos con cortinas teatrales con ricos efectos luminosos. Se esfuerza a lo largo de su carrera por pintar una imagen de la mujer en toda su belleza, su fragilidad, oscilando entre el pudor y el erotismo discreto, al tiempo que exalta su juventud.
Los grandes aficionados del siglo XVIII, el duque de Choiseul, el príncipe de Conti, el elector palatino, el duque de Schönborn, la emperatriz Catalina II de Rusia y el rey Federico II de Prusia recopilaron sus obras. Otro ilustre residente de Montpellier, Joseph Bonnier de la Mosson, le encargó pinturas para adornar su hotel parisino, pero también su Château de la Mosson en Montpellier, una Capricho notable por su originalidad.

## Obras en colecciones públicas
- Los Ángeles, Centro Getty: Orfeo y Eurídice[5]
- Alès, Museo Colombier: El adivino .
- Aviñón, Museo Calvet: Silencio o Mujer en la ventana sosteniendo una cortina[6]
- Beaune, Museo de Bellas Artes de Beaune: El lector[7]
- Brest, Museo de Bellas Artes: Alegoría de la pintura, hacia 1732, óleo sobre lienzo
- Carcasona, Museo de Bellas Artes: Retrato de la Sra. Nicolas de Poulhariez (nacida Marie Marguerite Fresalz de Lisle)[8]
- Dijon, Museo de Bellas Artes: Retrato de Madame Boucher, nacida como Marie-Françoise Perdrigeon;[9] Retrato de Alexis Pirón;[10] Retrato de mujer con sombrero[11]
- Dole, Museo de Bellas Artes: Retrato de una mujer joven acompañada de una anciana[12]
- Lille, Palacio de Bellas Artes: Vírgenes antiguas;[13] Vírgenes modernas[14]
- Lyon, Museo de Bellas Artes: Retrato de una mujer en su ventana;[15] Retrato de una mujer[16]
- Marsella:
  - Museo Grobet-Labadié: Retrato de una mujer[17]
  - Museo de Bellas Artes: Retrato de una mujer con un collar de perlas;[18] Retrato de mujer con las manos cruzadas[19]
- Montauban, Museo Ingres: Las vírgenes vestales[20]
- Montpellier, Museo Fabre: La caza de Dido y Eneas; El juicio de Salomón; Pigmalión enamorado de su estatua; Vestal portando el fuego sagrado; Ofrenda a Príapo; el baño de Diana; La caza, la danza; Infancia, Juventud (bocetos)
- Nimes, Museo de Bellas Artes: Joven aristócrata
- París, Museo del Louvre: Mujer joven leyendo una carta;;[21] Philippe de Vendôme, Gran Prior de Francia;[22] Telémaco le cuenta sus aventuras a Calipso[23]
- Le Puy-en-Velay: La muerte de Procris (atribuido);[24] Retrato de Jean Soanen, obispo de Senez[25]
- Rouen, Museo de Bellas Artes: Retrato de mujer en Minerva[26]
- Tolón, Museo de arte: Niña leyendo
- Torres, Museo de Bellas Artes: Retrato de Mademoiselle Prévost como bacante.[27]
- La Anunciación, óleo sobre lienzo; brazo izquierdo del crucero de la Catedral de Padua
- La Visitación, óleo sobre lienzo; brazo izquierdo del crucero de la Catedral de Padua
- San Petersburgo, Museo del Hermitage: Vestal[28]
- Dama en el espejo, óleo sobre lienzo, colección Wallace, Londres[29]

Pinturas de historia
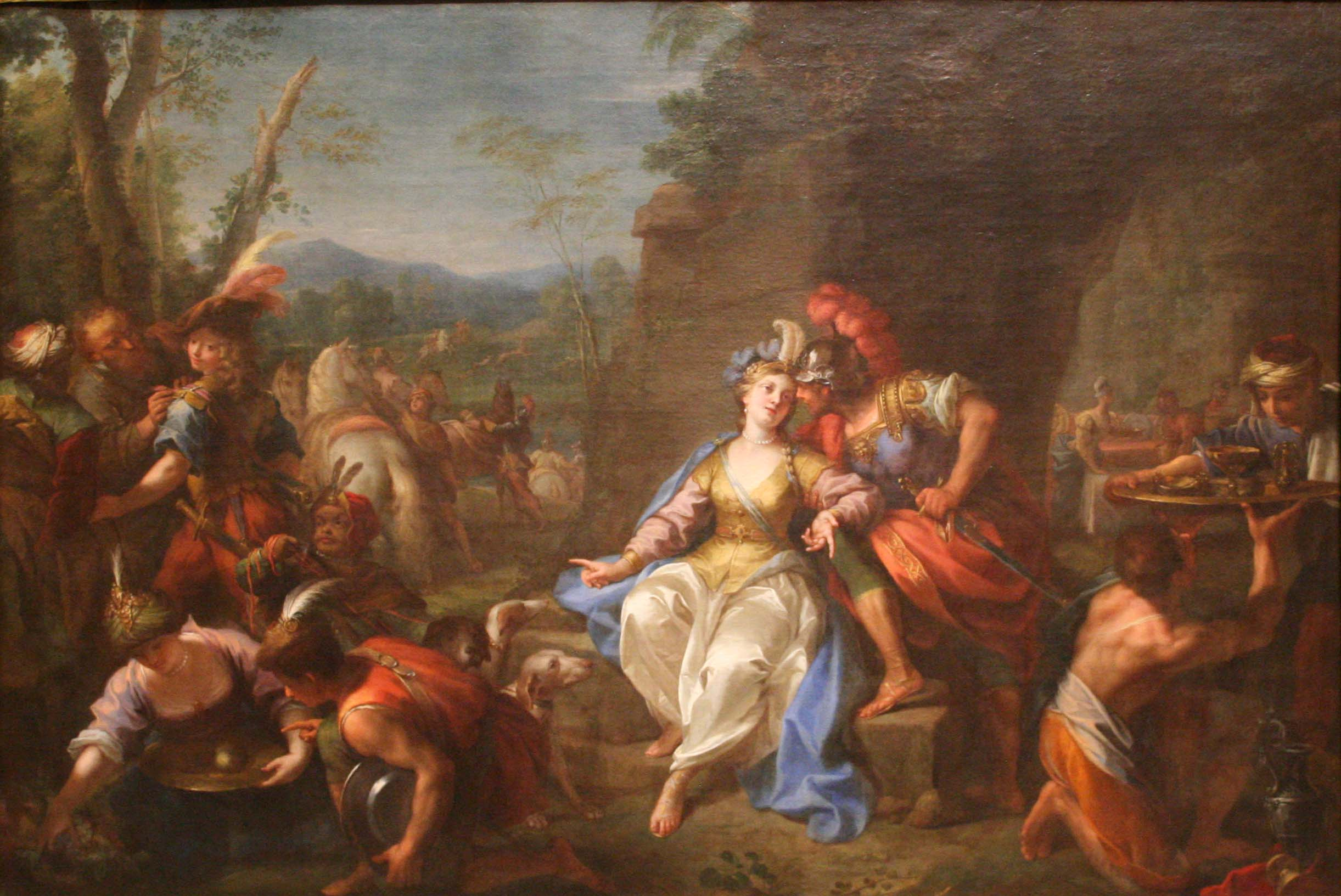
La caza de Dido y Eneas, Montpellier, Museo Fabre.
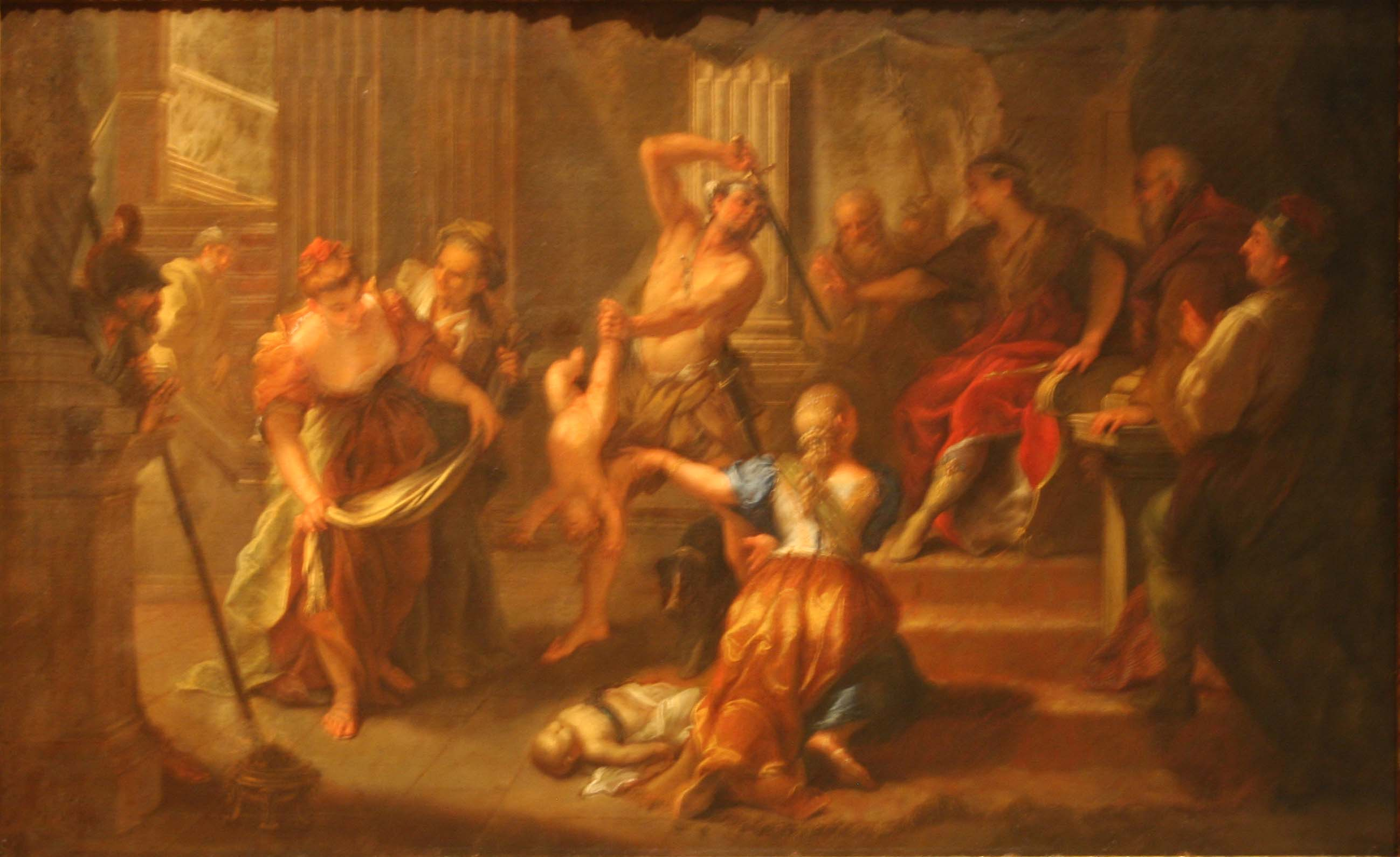
El juicio de Salomón, Montpellier, Museo Fabre.
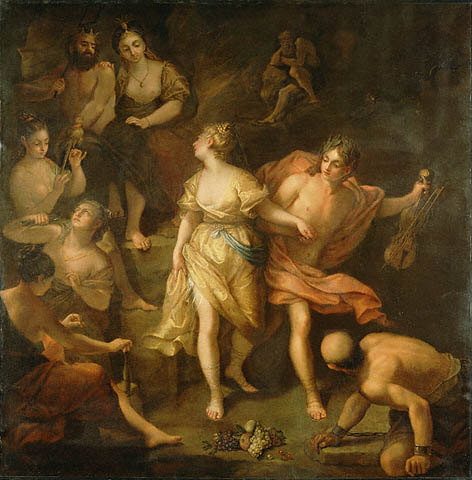
Orfeo y Eurídice, Los Ángeles, Getty Center.
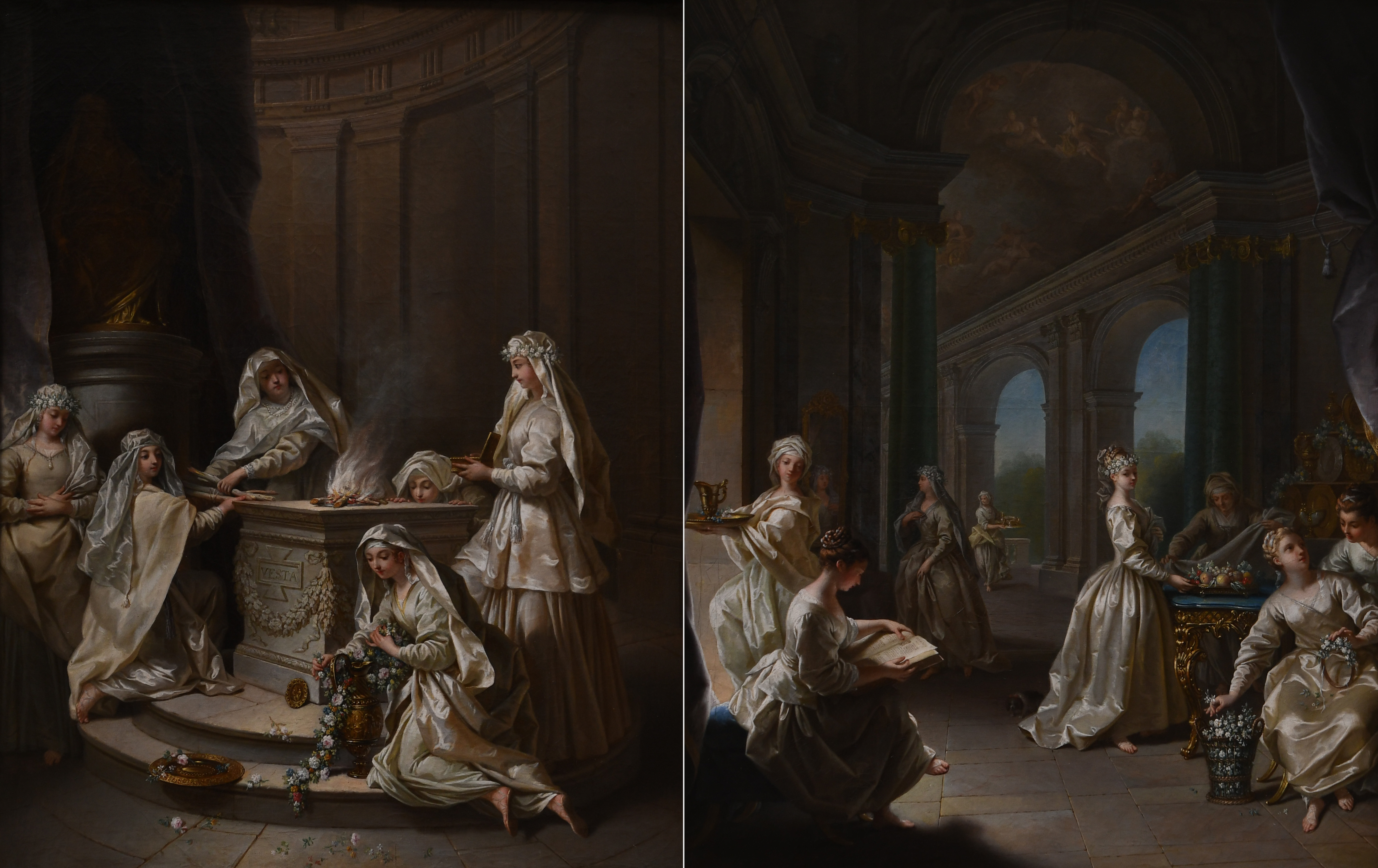
Vírgenes antiguas (izquierda, 1727) y Vírgenes modernas (derecha, 1728)

Retratos
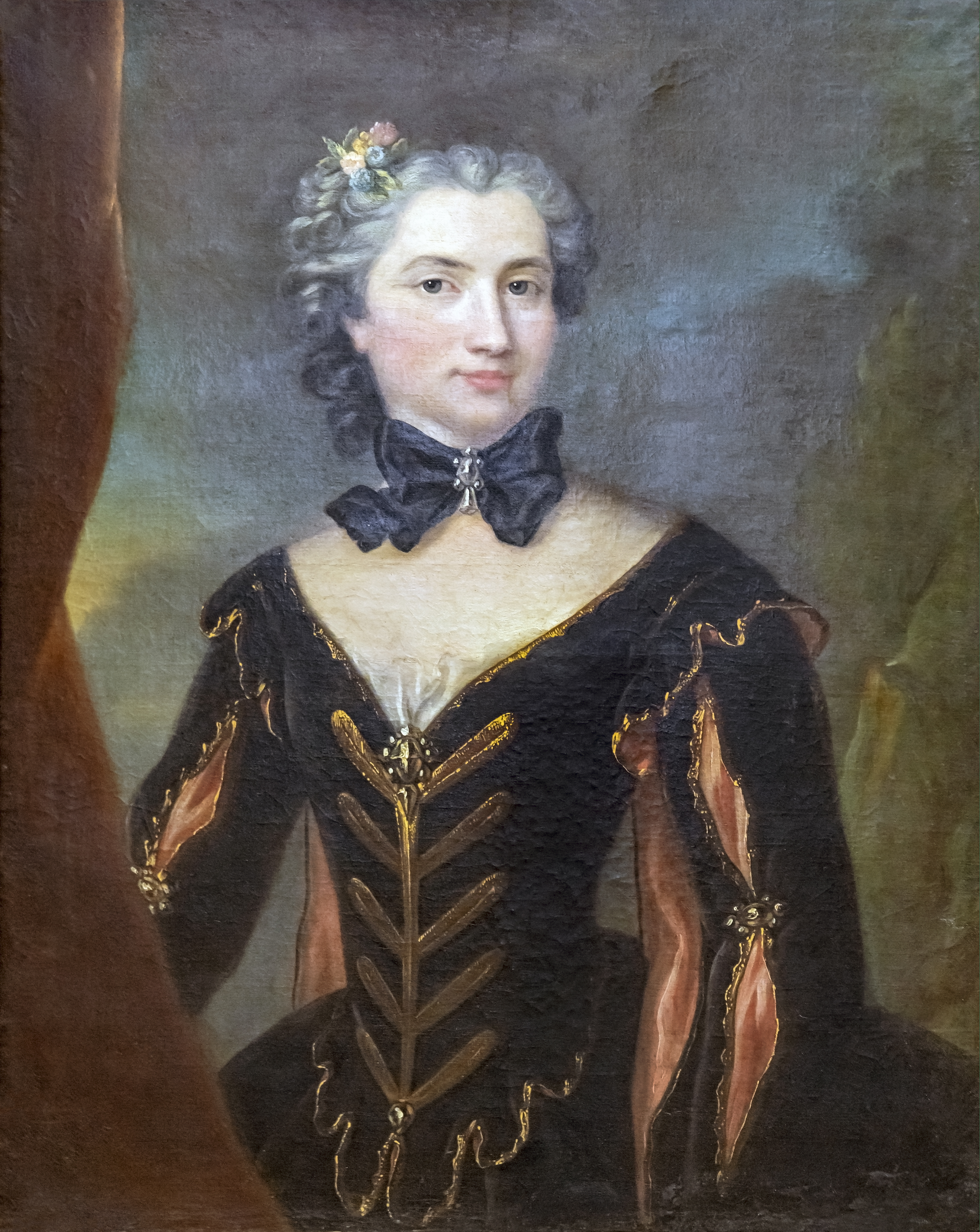
Retrato de la Sra. Nicolas de Poulhariez, Museo de Bellas Artes de Carcassonne.
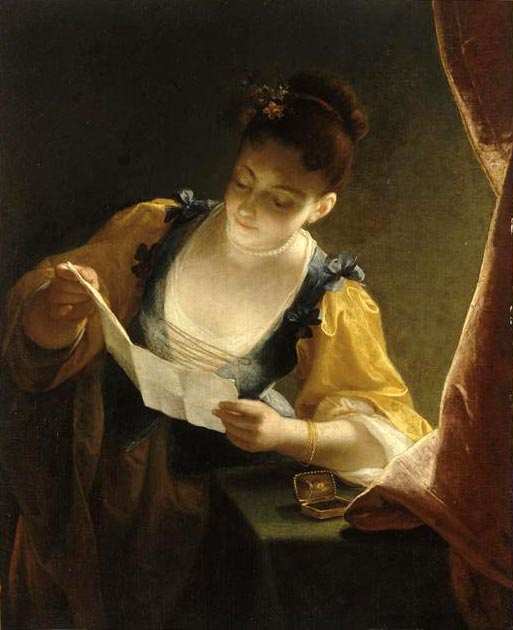
Niña leyendo una carta, París, Museo del Louvre.
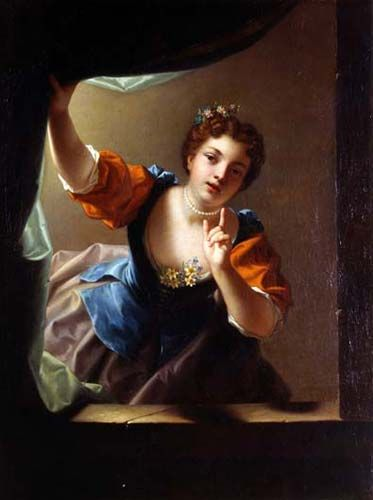
Silencio o Mujer en la ventana que sostiene una cortina, Avignon, Musée Calvet.
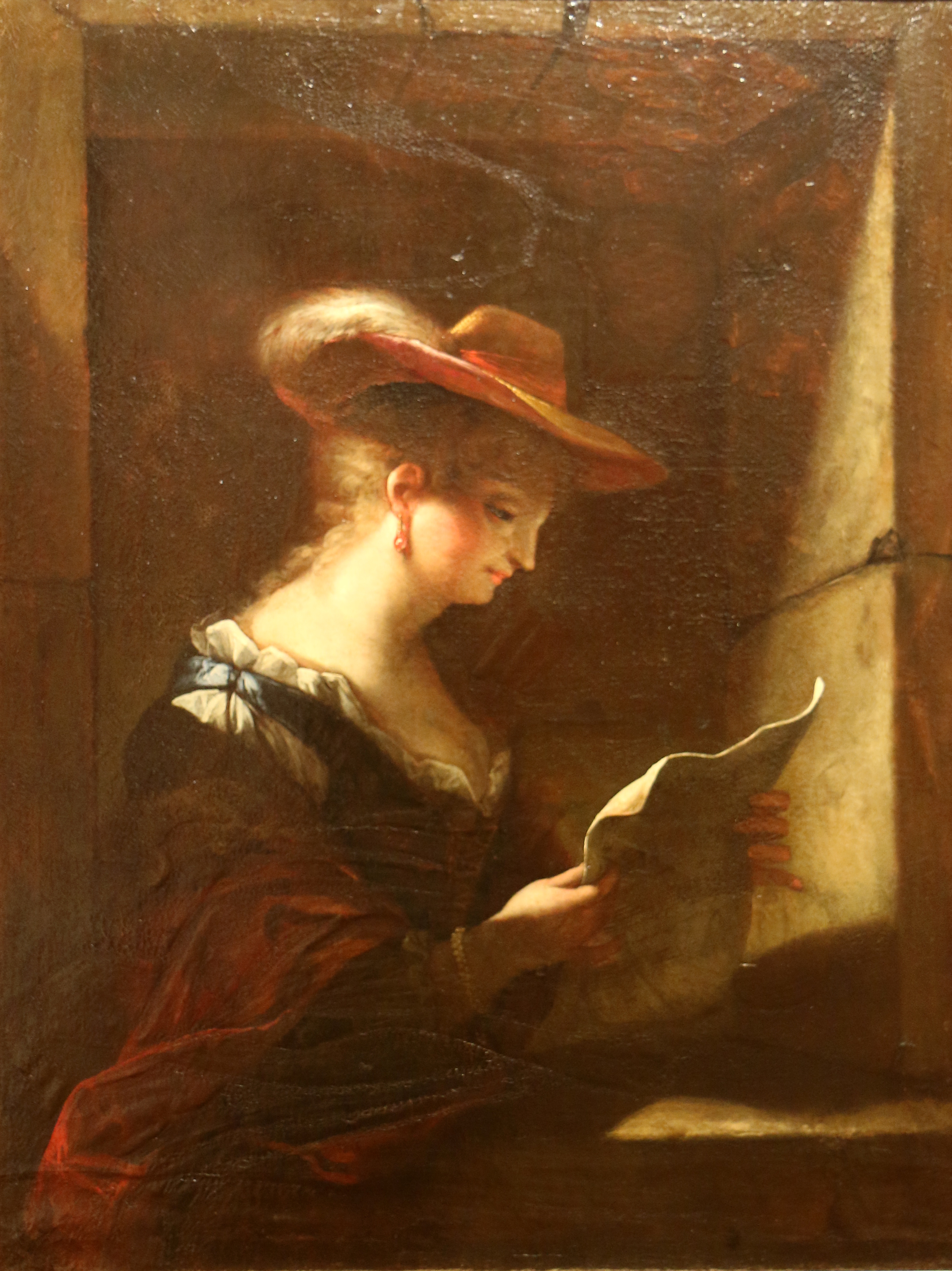
Niña leyendo, Museo de Arte de Toulon.
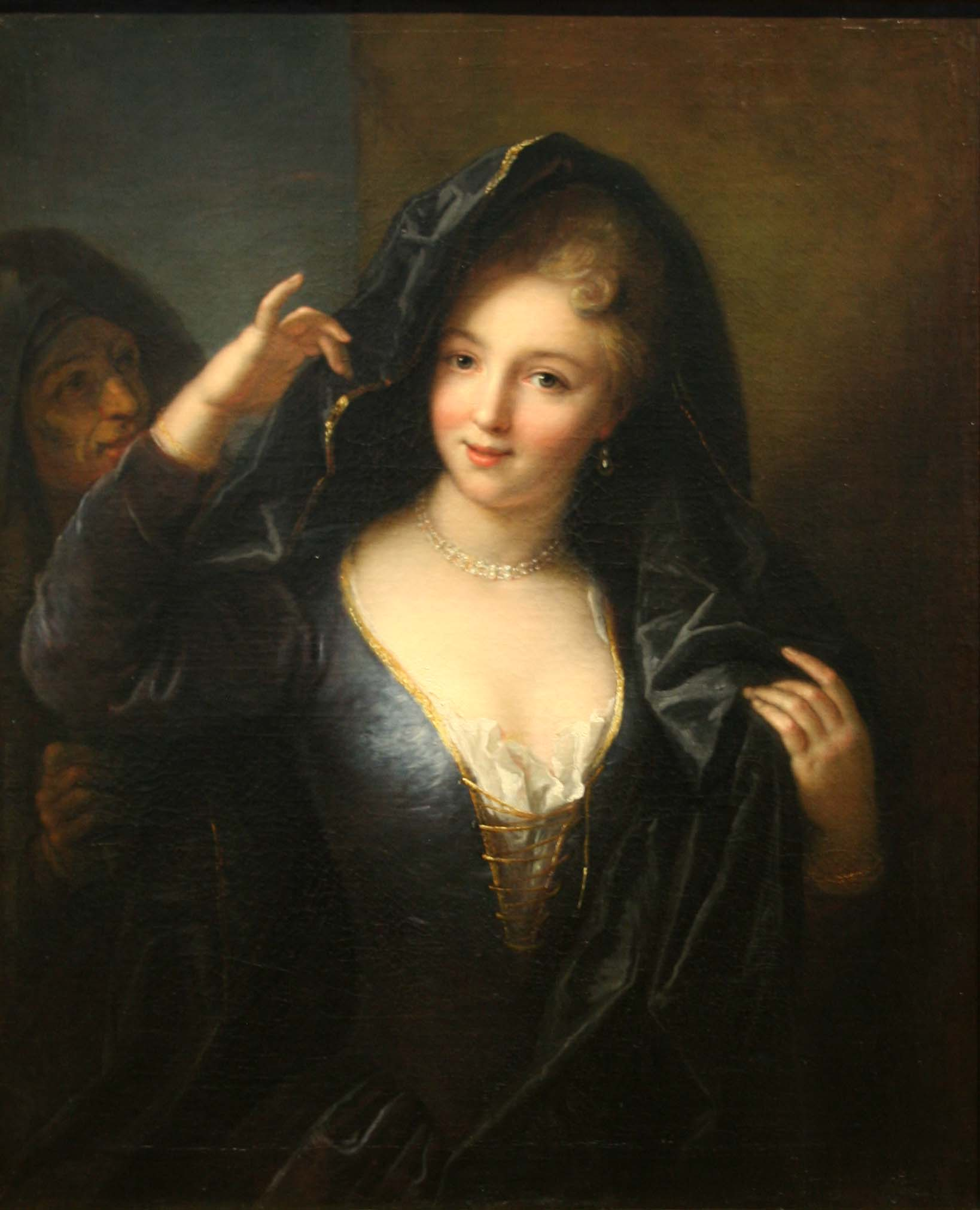
Joven con un collar de perlas, Museo de Bellas Artes de Marsella.
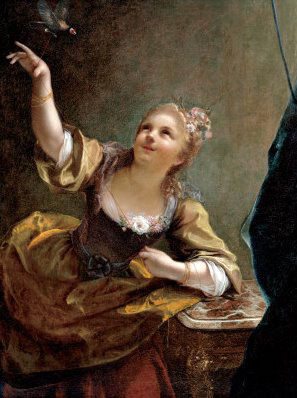
Niña volando un pájaro, Sarasota, John and Mable Ringling Museum of Art.
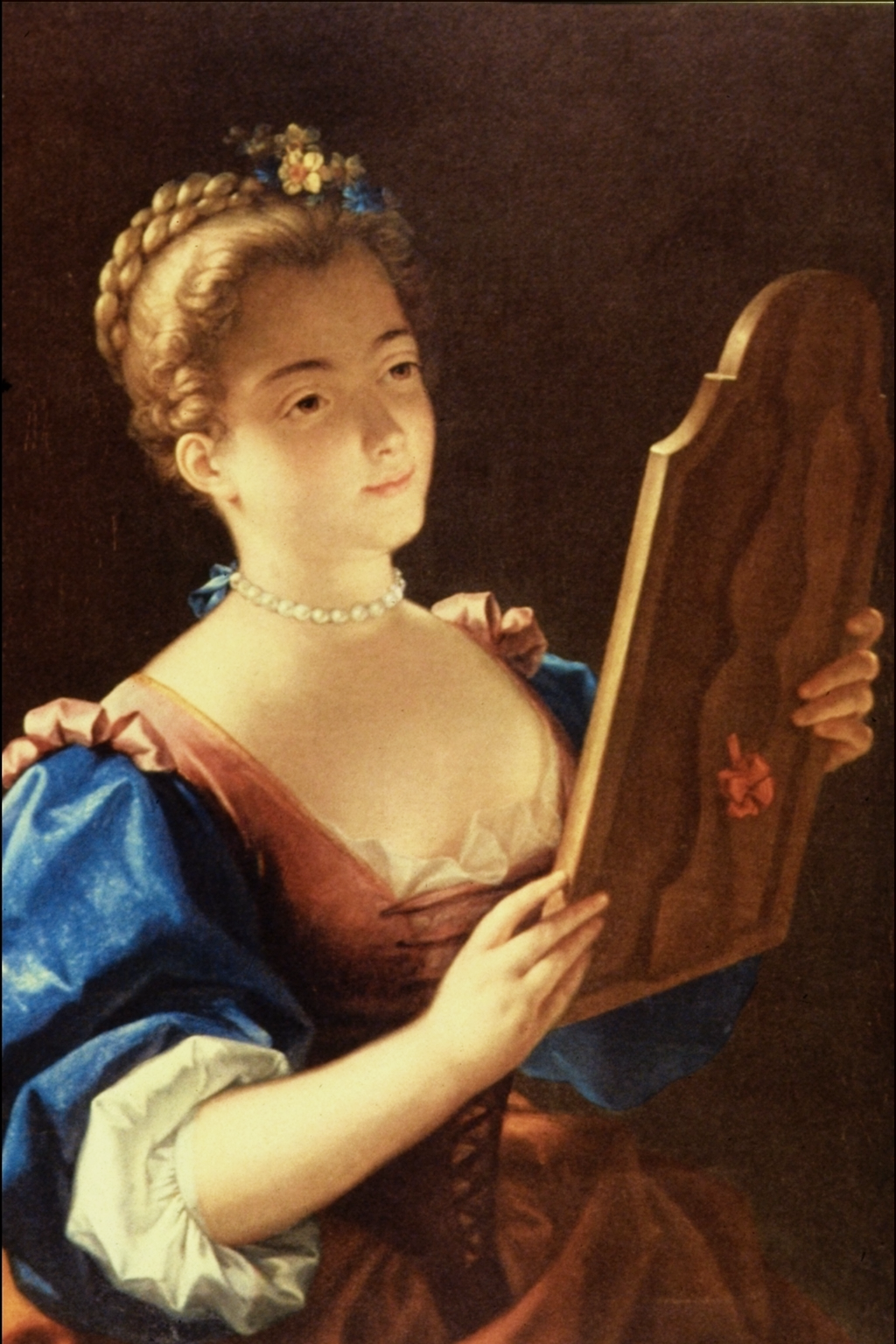
Mujer joven en el espejo, Colección Wallace, Londres.

## Alumnos
- Jean Godart Chevalier, recibido en 1732 en la Academia de Saint-Luc.